# Monika Oborná
Monika Oborná (* 2. dubna 1989 Třebíč) je česká politička a manažerka, od října 2017 poslankyně Poslanecké sněmovny PČR, v letech 2014 až 2018 zastupitelka města Náměšť nad Oslavou, v letech 2017 až 2019 členka předsednictva hnutí ANO 2011. Od ledna 2018 je krajskou předsedkyní hnutí ANO 2011 v kraji Vysočina.

## Život
Vystudovala Agronomickou fakultu Mendelovy univerzity v Brně (získala titul Ing.). Od roku 2013 pracovala jako asistentka ministryně pro místní rozvoj ČR Věry Jourové. Působila jako projektová manažerka u společnosti AGRO 2000.
Monika Oborná žije ve městě Náměšť nad Oslavou.[zdroj?]

## Politické působení
V roce 2012 spoluzakládala hnutí ANO 2011, je místopředsedkyní Krajské organizace ANO Vysočina.
V komunálních volbách v roce 2014 byla z pozice lídryně kandidátky hnutí ANO 2011 zvolena zastupitelkou města Náměšť nad Oslavou. Působila v Komisi pro rozvoj města a životní prostředí. V komunálních volbách v roce 2018 již do zastupitelstva Náměště nad Oslavou nekandidovala.
Ve volbách do Poslanecké sněmovny PČR v roce 2013 neúspěšně kandidovala za hnutí ANO 2011 v Kraji Vysočina. Podařilo se jí to až ve volbách v roce 2017, když získala 2 524 preferenčních hlasů v Kraji Vysočina.
Ve volbách do Poslanecké sněmovny PČR v roce 2021 kandidovala na 2. místě kandidátky hnutí ANO 2011 v Kraji Vysočina. Původně však krajský sněm na první místo zvolil náměstka hejtmana Kraje Vysočina Martina Kuklu, na druhé místo vedoucího jihlavské organizace Zdeňka Faltuse a na třetí místo místostarostku Žďáru nad Sázavou Ludmilu Řezníčkovou. Celostátní výbor hnutí ANO 2011 však podobu kandidátky změnil, na první místo byl dosazen Drahoslav Ryba, na druhé místo Monika Oborná a na třetí místo Josef Kott. Krajský výbor však požadoval rezignaci Moniky Oborné na pozici z toho důvodu, že původně zájem o kandidátní místo odmítla. Nakonec získala 1 734 preferenčních hlasů, a stala se tak znovu poslankyní.
Ve volbách do Poslanecké sněmovny PČR v roce 2025 je lídryní hnutí ANO v Kraji Vysočina.